# Non Phixion
Non Phixion est un groupe de hip-hop américain, originaire de Brooklyn, dans l'État de New York. L'originalité du groupe réside dans ses textes, la majorité de leur production est en effet axée sur différentes théories du complot, telle que les conspirations gouvernementales ou la présence d'extraterrestres sur notre planète.

## Biographie
Formé par Ill Bill et MC Serch du groupe 3rd Bass en 1995, le groupe publie son premier single Legacy b/w No Tomorrow sur le label de MC Serch, Serchlite Records l'année suivante. Cependant, en 1997, Serch et Non Phixion prennent des chemins séparés. À cette période, la popularité du groupe ne cesse de grimper tandis qu'ils publient de nombreux singles et de nombreuses collaborations impliquant souvent le rappeur Necro et son label émergeant, Psycho+Logical-Records. Finalement, le groupe signe chez Warner Bros. en 2001, et programme la future sortie de leur premier album The Future Is Now. Sans raison apparente, l'album est repoussé. Après un passage sur les labels Geffen et Matador, le groupe décide de se produire sur le label d'Ill Bill, Uncle Howie Records. C'est sur ce label qu'ils publient indépendamment leur premier album, The Future Is Now, le 26 mars 2002, qui réussit à atteindre les classements Billboard. L'album contient des chansons composées avant et après les attaques du 11 septembre 2001 aux États-Unis, telles que The C.I.A. Is Trying To Kill Me et Black Helicopters qui parlent de conspirations gouvernementales.
Le 6 avril 2004, le groupe publie son second album, The Green CD/DVD, qui atteint également les classements. En 2004 et 2005, les trois MCs sortent leurs albums solos entièrement produits par Necro et publiés sur son label Psycho+Logical-Records : le solo de Goretex est un album d'horrorcore, celui d'Ill Bill un album dans la pure tradition du rap hardcore et celui de Sabac Red un album politiquement engagé. Un album en collaboration entre Necro et Non Phixion, Secret Society, était prévu pour janvier 2006, mais subit de nombreux retards[réf. nécessaire]. La séparation du groupe laisse à penser que cet album ne sortira jamais[réf. nécessaire]. De même, Nuclear Truth, le troisième album du groupe, prévu en 2006, est officiellement annulé[réf. nécessaire]. Le groupe se sépare le 14 juillet 2006, selon son site officiel, à cause du manque d’intérêt et de fiabilité de la part de Goretex. Les anciens membres se concentrent ensuite leur carrière solo respectives. 
Howard « Uncle Howie » Tenenbaum, l'oncle d'Ill Bill et de Necro, décède en mars 2010. À la fin de 2014, le groupe annonce sa réunion et une éventuelle tournée célébrant sa vingtième année d'existence.

## Formation
- Ill Bill (William Braunstein)
- MC Serch (Michael Berrin)
- Sabac Red (John Fuentes)
- Goretex (Mitchell Manzanilla)
- DJ Eclipse

## Discographie

### Albums studio
- 2002 : The Future Is Now
- 2004 : The Green CD/DVD

### Compilation
- 2000 : The Past, the Present and the Future Is Now

### Singles
- 1996 : Legacy/No Tomorrow
- 1997 : 5 Boros/4 W's
- 1998 : 5 Boros Remix
- 1998 : I Shot Reagan/This Is Not an Exercise/Refuse to Lose
- 1998 : Sleepwalkers/Thug Tunin
- 2000 : Black Helicopters/They Got